# Ilhas do Almirantado

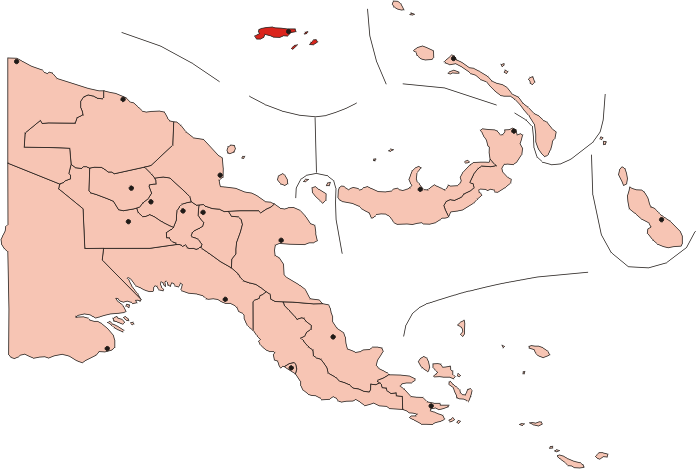
Mapa da Papua-Nova Guiné com as ilhas do Almirantado na parte superior em vermelho

As ilhas do Almirantado são um grupo de 18 ilhas no Arquipélago de Bismarck. São também conhecidas como ilhas Manus, devido ao nome da maior ilha do arquipélago, a ilha Manus. Formam a Província de Manus da Papua-Nova Guiné. A sua área total é de 2100 km², com uma população de 32 713 habitantes. A capital provincial é Lorengau.
Durante a Segunda Guerra Mundial as ilhas foram ocupadas pelo Japão, que estabeleceu uma base na ilha Manus em abril de 1942.
Em 29 de fevereiro de 1944, as ilhas do Almirantado foram tomadas durante a Operação Brewer dirigida pelo general estado-unidense Douglas MacArthur. Os norte-americanos construíram rapidamente uma base, que foi importante para posteriores operações na Nova Guiné e Filipinas.